# Lucy Abeles
Lucy Abeles, auch Lucy Abels, geborene Luisa Theodora Cornelia Jenny Abeles (19. August 1874 in Berlin – 22. Februar 1938) war eine deutsche Schriftstellerin.

## Leben
Ihr Gatte war Robert Abeles, ihr Sohn Oskar Abeles. Sie lebte in den 1930er Jahren in Berlin. 
Ihre Poesie wurde hauptsächlich von der französischen Lyrik des späten 19. Jahrhunderts beeinflusst. Sie hat Werke von Paul Verlaine, Émile Verhaeren, Fernand Gregh, Albert Samain und anderen übersetzt.

## Werke (Auswahl)
- 1907: Aus Gallischen Gärten (Übersetzungen, Berlin)
- 1910: Für die Vergessenen (Gedichte, Berlin)
- 1911: Albert Samain, Gedichte (Übersetzungen, Berlin)
- 1927: Verblasste Photographien (Erzählungen, Berlin)